# جين كيد
جين كيد هي نساجة ‏ كندية، ولدت في 1952 في فيكتوريا في كندا.